# Мамбекова, Айза Евфратовна
Айза Евфратовна Мамбекова, или Айза Имамбек (каз. Айза Евфратқызы Имамбек; род. 25 февраля 1999, Алма-Ата), — казахстанская фигуристка, выступавшая в одиночном катании. Чемпионка Казахстана (2013). Участница Азиатских игр (2017), Олимпийских игр (2018) и чемпионата четырех континентов (2018, 2020).

## Карьера

### Ранние годы
Родилась в 1999 году. Её отец, Евфрат Багдатович Мамбеков, профессор в Казахской национальной академии искусств. Мать, Юлия Анатольевна Шибанова, проживала в Санкт-Петербурге, занималась творчеством.
Начала заниматься фигурным катанием в четыре года, когда отец привел её во Дворец спорта им. Балуана Шолака. Первым тренером фигуристки была Айгуль Куанышева. Айза дебютировала на международной арене в августе 2012 года на турнире Asian Figure Skating Trophy в Тайбэе.
В сезоне 2014/2015 её тренировала Галина Маслюк. Её первое выступление на юниорском этапе Гран-при состоялось в сентябре 2014 года в Чехии. Ее международный дебют на взрослом уровне состоялся в декабре на турнире Tallinn Trophy.
В сезоне 2015/2016 тренировалась под руководством Куралай Узуровой в Астане и Акбулаке.

### Сезон 2016/2017
Мамбекова попала в произвольную программу на зимней Универсиаде 2017 года, которая прошла в феврале в Алма-Ате. Она заняла шестнадцатое место в короткой программе, десятое в произвольной программе и тринадцатое место в общем зачете. Позже в том же месяце она заняла восьмое место на зимних Азиатских играх 2017 года в Саппоро, Япония.
В марте заняла тридцать первое место в короткой программе на чемпионате мира среди юниоров 2017 года в Тайбэе. Благодаря результатам Айзы и Элизабет Турсынбаевой на чемпионате мира 2017 года, Казахстан завоевал две путёвки в женском одиночном катании. В течение сезона достигла минимального технического балла Международного союза конькобежцев, что дало ей право на одно из мест.

### Сезон 2017/2018
Мамбекова решила тренироваться с Узуровой в Алма-Ате и с Алексеем Мишиным в Санкт-Петербурге. Она пропустила первую часть сезона из-за перелома ноги. В декабре 2017 года она получила право представлять Казахстан на Олимпиаде.
В январе выиграла бронзовую медаль на FBMA Trophy в Абу-Даби и заняла двадцатое место на чемпионате четырех континентов в Тайбэе. В феврале она приняла участие в зимних Олимпийских играх 2018 года в Пхёнчхане, где стала последней (30-й) в короткой программе.

### Сезон 2018/2019
В конце ноября на турнире Tallinn Trophy заняла двадцатое место. Спустя неделю на турнире серии Челленджер — Золотой конёк Загреба финишировала двадцать четвёртой. Приняла участие в соревновании Reykjavik International Games, которое проводилось в Исландии. Айза завоевала серебряную награду.
В марте в Красноярске выступила, на второй для себя, зимней Универсиаде, заняв итоговое семнадцатое место. Соотечественница Мамбековой Элизабет Турсынбаева получила серебряную медаль.
В 2020 году завершила соревновательную карьеру. В том же году окончила Казахскую академию спорта и туризма. Тема дипломной работы — «Тренировочная подготовка фигуристов 6—8 лет в годичном цикле». После чего начала тренерскую деятельность, тренировала группу детей на катке «Димаш».
Мамбекова выделялась на общем фоне фигуристов особым выбором музыкального сопровождения. В каждом сезоне одна из программ ставилась под произведения казахских кюйши — Курмангазы, Даулеткерея, Нургисы Тлендиева.

## Результаты
| Соревнования                | 12/13         | 13/14         | 14/15         | 15/16         | 16/17         | 17/18         | 18/19         | 19/20         |
| Международные               | Международные | Международные | Международные | Международные | Международные | Международные | Международные | Международные |
| --------------------------- | ------------- | ------------- | ------------- | ------------- | ------------- | ------------- | ------------- | ------------- |
| Олимпийские игры            |               |               |               |               |               | 30            |               |               |
| Четыре континента           |               |               |               |               |               | 20            |               | 21            |
| Asian Open Trophy           |               |               |               |               |               |               |               | 10            |
| Мемориал Дениса Тена        |               |               |               |               |               |               |               | 10            |
| Mentor Toruń Cup            |               |               |               |               |               |               |               | 12            |
| Мемориал Ондрея Непелы      |               |               |               |               |               |               |               | 14            |
| Золотой конёк Загреба       |               |               |               |               |               |               | 24            | 18            |
| Reykjavik Int. Games        |               |               |               |               |               |               | 2             |               |
| FBMA Trophy                 |               |               |               |               | 6             | 3             |               |               |
| Азиатские игры              |               |               |               |               | 8             |               |               |               |
| Универсиада                 |               |               |               |               | 13            |               | 17            |               |
| Мордовские узоры            |               |               |               | 8             |               |               |               |               |
| Tallinn Trophy              |               |               | 16            |               |               |               | 20            |               |
| Международные среди юниоров |               |               |               |               |               |               |               |               |
| Чемпионат мира              |               |               |               |               | 31            |               |               |               |
| Гран-при Эстонии            |               |               |               |               | 10            |               |               |               |
| Гран-при Франции            |               |               |               |               | 8             |               |               |               |
| Гран-при Латвии             |               |               |               | 20            |               |               |               |               |
| Гран-при Польши             |               |               |               | 19            |               |               |               |               |
| Гран-при Хорватии           |               |               | 25            |               |               |               |               |               |
| Гран-при Чехии              |               |               | 22            |               |               |               |               |               |
| Hamar Trophy                |               |               | 4             |               |               |               |               |               |
| Santa Claus Cup             |               | 15            |               | 14            |               |               |               |               |
| Coupe du Printemps          |               | 12            |               |               |               |               |               |               |
| Triglav Trophy              |               | 7             |               |               |               |               |               |               |
| Asian Trophy                | 11            |               |               |               |               |               |               |               |
| Национальные                |               |               |               |               |               |               |               |               |
| Чемпионат Казахстана        | 5             | 1             | 2             | 2             | 2             | 2             | 2             |               |